# 約瑟夫·皮拉提斯
約瑟夫·胡貝圖斯·皮拉提斯（英語：Joseph Hubertus Pilates，1883年12月9日—1967年10月9日），生於德國門興格拉德巴赫（Mönchengladbach），為彼拉提斯運動的創始者與推動者。

## 生平
皮拉提斯生於德國，父親是一名生于希腊的德裔體操選手。1912年移民英國，在倫敦時，他是一位職業拳擊手、馬戲表演者，也在警察學校及蘇格蘭場教授自衛術。第一次世界大戰爆發後，英國官方拘捕了英國境內的德國人，集中居住。一次戰後，他回到德國。1925年搬到美國。

## 著作
1934年出版的《你的健康：正確的運動體系，體能教育界的全面進化》（Your Health: A Corrective System of Exercising That Revolutionizes the Entire Field of Physical Education），以及1945年出版的《透過身體控制學來回歸生活》（Return to Life Through Contrology），是他的兩大代表作品。